# غليطرة مسطحة
الغليطرة المسطحة أو البَبْسُوَّة أو مُفَتِّتة الحصى هي نبات مزهر صغير معمر يعيش في الغابات الجافة أو التربة الرملية. موطنه في جميع أنحاء نصف الأرض الشمالي المعتدل البارد.
ينمو النبات لطول 10-35 سم، وله أوراق دائمة الخضرة لامعة وخضراء زاهية مسننة مرتبة في أزواج متقابلة أو زهور عددها من 3-4 على طول الساق. الأوراق لها حواف مسننة ضحلة حيث يكون للأسنان أهداب ناعمة في نهاياتها. الزهور إما بيضاء أو وردية اللون وتكون على شكل خيمة صغيرة تتكون من 4-8 زهرات معًا.

## التسمية
الببسوة هو اسم من لغة كري يعني "ينكسر إلى قطع صغيرة".